# Iode
Iode, ou jode (Yodh, Yud, Yudh, Yod, Iod, Iodh, Iud ou Iudh — י), é a décima letra de vários abjads semíticos, assim como o ʾyod ﺍ do alfabeto árabe e o ʾyã do alfabeto fenício.
Do alfabeto fenício, para o alfabeto grego deu a raiz a letra iota.